# رايموند غيروكس
رايموند غيروكس هو لاعب هوكي جليد كندي، ولد في 20 يوليو 1976 في نورث باي في كندا.

## وصلات خارجية
- رايموند غيروكس على موقع دوري الهوكي الوطني (الإنجليزية)
- رايموند غيروكس على موقع قاعة مشاهير الهوكي (لاعب أن.إتش.أل) (الإنجليزية)
- رايموند غيروكس على موقع دوري الهوكي للقارات (الإنجليزية)
- رايموند غيروكس على موقع EliteProspects.com (الإنجليزية)
- رايموند غيروكس على موقع Eurohockey.com (الإنجليزية)
- رايموند غيروكس على موقع HockeyDB.com (الإنجليزية)
- رايموند غيروكس على موقع Hockey-Reference.com (الإنجليزية)